# روث مارشال
روث مارشال هي ممثلة كندية، ولدت في 1966 بتورونتو في كندا.

## وصلات خارجية
- روث مارشال على موقع IMDb (الإنجليزية)
- روث مارشال على موقع قاعدة بيانات الفيلم (الإنجليزية)